# 쿠노 베커
쿠노 베케르(Kuno Becker, 스페인어 발음: [ˈβekeɾ], 1978년 1월 14일 ~)는 멕시코의 배우이다.

## 출연 작품
- 골2 : 꿈을 향해 뛰어라 (2007)
- 골! 3 (2007)
- 골! (2005)
- 원스 어폰 어 웨딩 (2005)